# 上武インターチェンジ
上武インターチェンジ（じょうぶインターチェンジ）は、埼玉県熊谷市西別府にあるインターチェンジ（ハーフインターチェンジ）である。一部用地は深谷市東方に跨る。

## 道路
- 国道17号深谷バイパス

## 接続する道路
- 国道17号上武道路（起点）

## 構造
- 深谷バイパスの熊谷市街・東京方面と本庄・高崎・渋川・新潟方面が直結、深谷バイパス東京方面から上武道路（伊勢崎・渋川・新潟方面）が起点として分岐・合流している。深谷バイパス高崎方面と上武道路間の行き来はできないハーフインターチェンジとなっている。
- なお、上り線は、自動車専用道路（構想段階）である深谷バイパスの本来の本線「熊谷渋川連絡道路」を考慮した構造により、少し北側に膨らんだ形で上武道路からのルートと高崎方面からのルートが合流している。
- 東京方面は、埼玉県道276号新堀尾島線との西別府交差点が隣接している。
- 深谷バイパスの「本来の本線」が開業する際は、東京方面と上武道路が直進方面、深谷バイパス高崎方面が分岐となるインターチェンジ本体（本線高架）が別途建設されることになる。

## 周辺
インターチェンジ本体の周辺は田園地帯となっている。
- 大里広域熊谷衛生センター
- 別府沼公園
- 東京電力パワーグリッド北熊谷変電所
- 熊谷市役所別府出張所